# Gora Zhaksy-Zhangyztau
Gora Zhaksy-Zhangyztau är ett berg i Kazakstan. Det ligger i den centrala delen av landet, 270 km nordväst om huvudstaden Astana. Toppen på Gora Zhaksy-Zhangyztau är 703 meter över havet.
Terrängen runt Gora Zhaksy-Zhangyztau är huvudsakligen platt, men den allra närmaste omgivningen är kuperad. Runt Gora Zhaksy-Zhangyztau är det mycket glesbefolkat, med 6 invånare per kvadratkilometer. Närmaste större samhälle är Sjantobe, 15,5 km söder om Gora Zhaksy-Zhangyztau. Trakten runt Gora Zhaksy-Zhangyztau består till största delen av jordbruksmark.